# Brooklyn Park (Minnesota)
Brooklyn Park ist eine Stadt (mit dem Status „City“) im Hennepin County im US-amerikanischen Bundesstaat Minnesota. Im Jahr 2020 hatte Brooklyn Park 86.478 Einwohner.
Brooklyn Park ist Bestandteil der Metropolregion Metropolregion Minneapolis–Saint Paul (Twin Cities).

## Geografie
Brooklyn Park liegt nördlich von Minneapolis am Mississippi River. Nach den Angaben des United States Census Bureau beträgt die Fläche der Stadt 68,8 Quadratkilometer, davon sind 1,3 Quadratkilometer Wasserflächen.

## Demografische Daten
Nach der Volkszählung im Jahr 2010 lebten in Brooklyn Park 75.781 Menschen in 26.229 Haushalten. Die Bevölkerungsdichte betrug 1122,7 Einwohner pro Quadratkilometer. In den 26.229 Haushalten lebten statistisch je 2,88 Personen.
Ethnisch betrachtet setzte sich die Bevölkerung zusammen aus 52,2 Prozent Weißen, 24,4 Prozent Afroamerikanern, 0,5 Prozent amerikanischen Ureinwohnern, 15,4 Prozent Asiaten, 0,1 Prozent Polynesiern sowie 3,6 Prozent aus anderen ethnischen Gruppen; 3,7 Prozent stammten von zwei oder mehr Ethnien ab. Unabhängig von der ethnischen Zugehörigkeit waren 6,4 Prozent der Bevölkerung spanischer oder lateinamerikanischer Abstammung.
29,0 Prozent der Bevölkerung waren unter 18 Jahre alt, 63,2 Prozent waren zwischen 18 und 64 und 7,8 Prozent waren 65 Jahre oder älter. 51,1 Prozent der Bevölkerung war weiblich.

Das mittlere jährliche Einkommen eines Haushalts lag bei 61.537 USD. Das Pro-Kopf-Einkommen betrug 25.818 USD. 12,4 Prozent der Einwohner lebten unterhalb der Armutsgrenze.

## Persönlichkeiten
- Melissa Hortman (1970–2025), Politikerin (DFL)
- Krissy Wendell (* 1981), Eishockeyspielerin
- Travis Morin (* 1984), Eishockeyspieler

## Sehenswürdigkeiten
Der größte Indoor Wasserpark Minnesotas mit vielen Attraktionen ist im Hotel Grand Rios Indoor Water Park in Brooklyn Park beheimatet. Eine weitere Sehenswürdigkeit ist der Eidem-Bauernhof. Dies ist ein zehn Hektar großer Bauernhof, auf dem das traditionelle Leben eines Bauernhofes in Minnesota zu Beginn des 20. Jahrhunderts gezeigt wird.